# David Solomon Sassoon
David Solomon Sassoon ( en hebreo: דוד סלימאן ששון‎; 8 de diciembre de 1880 - 10 de agosto de 1942) fue un bibliófilo, anticuario y filántropo británico de origen judío. Nacido en Bombay, hijo de Solomon y Flora Sassoon;  y nieto de David Sassoon, líder de la comunidad judía bagdadí del siglo XIX. Se mudó junto a su madre a Londres, en 1902 tras la  muerte de su padre en 1894. Viajó con frecuencia con la única intención de recopilar libros y manuscritos hebreos que luego catalogó en un libro de dos volúmenes, titulado Ohel David. 

## Trabajo
Sus estudios de los textos por él adquiridos examinan unos veinticuatro ritos litúrgicos distintos utilizados por las diferentes comunidades judías del siglo XIX: la comunidad Asquenazí, la comunidad Bene-Israel, la comunidad Caraíta, la comunidad de Cairuán, la comunidad de Cartago, la comunidad Mizrají, la comunidad Sefardi, la comunidad Yemeni, entre otras.
En 1911 obtuvo el Sefer Halakhot Pesuḳot del rabino Yehudai Gaon de un judío en Yemen, obra escrita en Babilonia o Persia en el siglo IX o siglo X. Cuando David y su madre visitaron Tierra Santa en 1925, adquirió las Decisiones del rabino Isaiah ben Mali di Trani el Viejo (siglo XIII) sobre Hullin (MS No. 702, Cat. p.697). Sassoon también obtuvo en Yemen una copia manuscrita de la Guía de los Perplejos de Maimónides, escrita en España en el siglo XIV (1397).
De las dieciséis siddurim (obras litúrgicas) que Sassoon obtuvo en Yemen, la más antigua data de principios del siglo XVI (1531 EC). Un estudio de estos manuscritos revela que la liturgia utilizada por los judíos de Yemen sufrió cambios después de que las influencias occidentales penetraran en la Península.

## Fondo bibliográfico
De sus adquisiciones destacan: 
- El Codex Sassoon, la biblia hebrea más antigua y mejor conservada de la que se tenga constancia.
- La Biblia Farhi, un códice con más de 359 ilustraciones que compró en Alepo; que ahora se conserva en una bóveda de un banco en Suiza.[7]
- El Pentateuco de Damasco, un códice que compró en Damasco en 1915, y que fue adquirido por la Biblioteca Nacional y Universitaria Judía de Jerusalén en 1975.
- El Diwan de Semuel ibn Nagrella (MS No. 589, Cat. pp.451–460), que Oxford University Press publicó con una introducción de Sassoon en 1924.[4]

## Legado
Entre los años 1975 y 1994, muchos de los manuscritos e incunables recopilados por David Sassoon fueron subastados por la casa de subastas Sotheby's en Zúrich y Nueva York, con el fin de pagar las obligaciones fiscales del patrimonio de Sassoon. La mayor parte de lo que queda de la colección de David Sassoon se encuentra en la Universidad de Toronto, y un pequeño grupo de manuscritos se encuentra en la Biblioteca Británica.